# Oxytelus
Genre
Oxytelus est un genre d'insectes coléoptères de la famille des Staphylinidae.

## Classification
Le genre Oxytelus est créé en 1802 par le zoologiste allemand Johann Ludwig Christian Carl Gravenhorst (1777–1857),.
- Ordre Coleoptera
  - sous-ordre Polyphaga
    - sur-famille Staphylinoidea
      - famille Staphylinidae Latreille, 1802
        - Sous-famille Oxytelinae Fleming, 1821
          - Tribu Oxytelini Fleming, 1821
            - Genre Oxytelus Gravenhorst, 1802

### Fossiles
Selon Paleobiology Database en 2023, 25 collections (pour 26 occurrences) sont référencées :
- Quaternaire, dix-neuf collections ;
- Miocène, une collection ;
- Oligocène, trois collections ;
- Éocène, deux collections.

Ceci atteste une présence fossile de l'Yprésien au Tarantien soit depuis 50,3 Ma.

## Présentation
Oxytelus est un genre de staphylins à pattes épineuses de la famille des Staphylinidae.

### Description
Ailes courtes de taille petite à moyenne (en général 3 à 4,5 mm). Le corps est légèrement aplati. La tête est grande et large (à peu près aussi large que le pronotum), de forme plus ou moins carrée. Les mâchoires (mandibules) dépassent nettement devant la tête (mâchoires prognathes). Les yeux des facettes sont de taille petite à moyenne. Le pronotum est le plus large au niveau ou juste derrière les coins avant, avec des sillons longitudinaux clairs et profonds au milieu. Les ailes sont assez courtes, avec des "épaules" marquées et des côtés parallèles. Le corps arrière est allongé, avec des bords latéraux surélevés. Dans les coins avant de chaque articulation dorsale, il y a un petit champ triangulaire délimité. Les pattes sont plutôt courtes, sans pointes sur les mollets.

### Mode de vie
Dans tous les cas, certaines des espèces de ce genre sont communes près du fumier, où elles se nourrissent probablement d'autres insectes qui mangent le fumier.

## Liste d'espèces
Il y a environ 57 espèces décrites dans Oxytelus,,.
- Oxytelus antennalis Fauvel, 1889
- Oxytelus assingi Schuelke, 2012
- Oxytelus atricapillus Germar, 1825
- Oxytelus bengalensis Erichson, 1840
- Oxytelus bicornis Germar, 1823
- Oxytelus chapini Blackwelder
- Oxytelus consobrinus Stephens, 1834
- Oxytelus convergens LeConte, 1877
- Oxytelus cornutus Bernhauer, 1936
- Oxytelus crenaticollis
- Oxytelus densus Casey
- Oxytelus depauperatus Wollaston, 1867
- Oxytelus eremus Blackwelder
- Oxytelus ferrugineus Kraatz, 1859
- Oxytelus fortesculpturatus Scheerpeltz
- Oxytelus foveicollis Scheerpeltz
- Oxytelus fulvipes Erichson, 1839
- Oxytelus fusciceps Fauvel, 1898
- Oxytelus fuscipennis Stephens, 1834
- Oxytelus hostilis Bernhauer
- Oxytelus incisus Motschulsky, 1857
- Oxytelus incolumis Erichson, 1840
- Oxytelus invenustus Casey, 1894
- Oxytelus jacobsoni Cameron, 1928
- Oxytelus laqueatus (Marsham, 1802)
- Oxytelus luceus Bidessus
- Oxytelus malaisei Scheerpeltz
- Oxytelus mashonensis
- Oxytelus megaceros Fabricius
- Oxytelus migrator Fauvel, 1904
- Oxytelus miles Cameron, 1928
- Oxytelus montanus Casey, 1894
- Oxytelus mortuorum Bidessus
- Oxytelus nigriceps Kraatz
- Oxytelus nigripennis Bernhauer
- Oxytelus nimius Casey, 1894
- Oxytelus okahandjanus
- Oxytelus pallipennis Grimmer, 1841
- Oxytelus parvulus Mulsant & Rey, 1861
- Oxytelus pensylvanicus Erichson, 1840
- Oxytelus piceus (Linnaeus, 1767)
- Oxytelus planicollis Scheerpeltz
- Oxytelus pluvius Blackwelder
- Oxytelus puncticeps Kraatz
- Oxytelus rufulus
- Oxytelus schubotzi Bernhauer
- Oxytelus sculptus Gravenhorst, 1806
- Oxytelus striaticeps Cameron, 1928
- Oxytelus subsculpturates Cameron, 1928
- Oxytelus tenuesculpturatus Sch.
- Oxytelus uncifer
- Oxytelus varipennis Kraatz
- † Oxytelus levis Förster, 1891
- † Oxytelus ominosus Förster, 1891
- † Oxytelus pristinus Scudder, 1876
- † Oxytelus proaevus Heer, 1862
- † Oxytelus subapterus Wickham, 1913

## Galerie

quelques espèces vivantes du genre Oxytelus
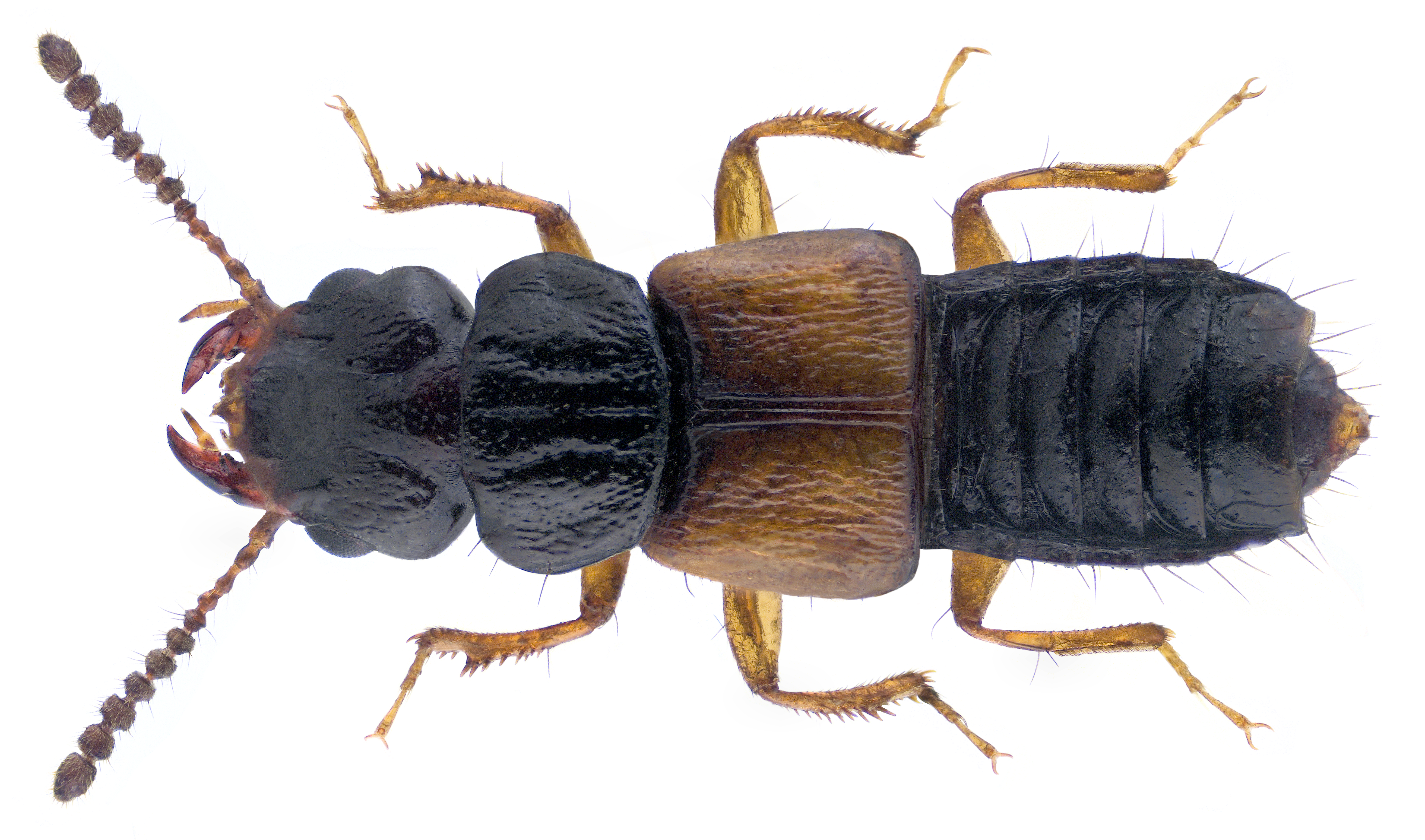
Oxytelus laqueatus.
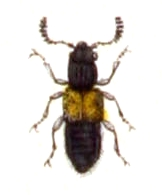
Oxytelus piceus.
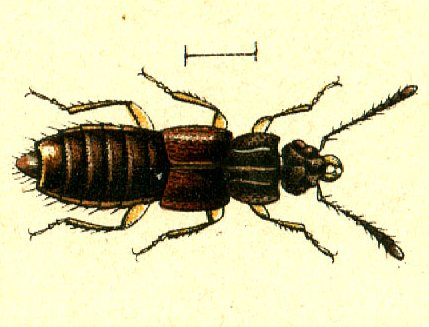
Oxytelus sculptus.

### Publication originale
- [1802] (la) Johann Ludwig Christian Carl Gravenhorst, Coleoptera Microptera Brunsvicensia nec non Exoticorum Quotquot Exstant in Collectionibus Entomologorum Brunsvicensium in Genera Familias et Species Distribuit, 1802, 1-206 p.